# Лават, Хорхе
Хорхе Лават (исп. Jorge Lavat Bayona) (3 августа 1933, Мехико, Мексика — 14 сентября 2011, там же) — мексиканский актёр.

## Биография
Родился 3 августа 1933 года в Мехико в семье Франсиско Лавата Верастеги и Эдельмиры Байона Оропеса. У него было шесть братьев и сестёр: Кета (1929-2023), Хосе Лават (1948-2017), Мария Елена, Марта, Пакита и Франсиско, первые двое также стали актёрами. Он отправился в Тихуану, чтобы стать пилотом гражданской авиации, но, не справившись, был вынужден вернуться в Мехико, где работал портье в отеле. Его часто сопровождала его сестра Кета, и в 1957 году его приняли на работу в качестве актёра дубляжа для озвучивания американских фильмов и телесериалов, а спустя год он дебютировал в мексиканском кинематографе в качестве актёра и снялся в 77 работах в кино и телесериалах. Известность ему принесла роль в телесериале «Есения» и одноимённом фильме, где он сыграл главную роль Освальдо. Был дважды номинирован на премию TVyNovelas.
Скончался 14 сентября 2011 года в Мехико из-за инфекции в результате операции на позвоночнике.

## Личная жизнь
Хорхе Лават был женат четырежды. Первой супругой актёра была Беатрис Ромо. Второй супругой актёра была Читу Родригес, в этом браке родилось две дочери — Адриана и Паола Лават. Третьей супругой актёра была Сокорро Бургос, в этом браке родились двое детей. Четвёртой супругой актёра стала актриса Ребекка Манрикес, с которой он прожил до своей смерти.

## Фильмография

### Избранные телесериалыTelevisa
- 1970 — Епифания — Освальдо.
- 1987 —
  - Есения
  - Пятнадцатилетняя (Подростки) — Роберта Вильянуэва.

### Избранные фильмы
- 1958 — Тысяча и одна ночь на губе
- 1964 — Золотой петушок закукарекал заместо Авроры
- 1971 — Есения — Освальдо.